# Korea Open 1993
Die Korea Open 1993 im Badminton fanden vom 20. bis zum 24. Januar 1993 im Seoul National University Gymnasium in Seoul statt. Das Preisgeld betrug 110.000 US-Dollar. Es war die 3. Auflage der Korea Open. Hauptsponsor des Turniers war Yonex. Das Turnier hatte einen Fünf-Sterne-Status im World Badminton Grand Prix. 230 Spieler aus 19 Ländern nahmen am Turnier teil, welches von KBS im Fernsehen übertragen wurde.

## Sieger und Platzierte
| Disziplin    | Gold                          | Silber                                    | Bronze                       |
| ------------ | ----------------------------- | ----------------------------------------- | ---------------------------- |
| Herreneinzel | Joko Suprianto                | Thomas Stuer-Lauridsen                    | Park Sung-woo                |
| Herreneinzel | Joko Suprianto                | Thomas Stuer-Lauridsen                    | Alan Budikusuma              |
| Dameneinzel  | Bang Soo-hyun                 | Susi Susanti                              | Tang Jiuhong                 |
| Dameneinzel  | Bang Soo-hyun                 | Susi Susanti                              | Minarti Timur                |
| Herrendoppel | Huang Zhanzhong Zheng Yumin   | Jon Holst-Christensen Thomas Lund         | Kang Kyung-jin Shon Jin-hwan |
| Herrendoppel | Huang Zhanzhong Zheng Yumin   | Jon Holst-Christensen Thomas Lund         | Lee Sang-bok Lee Suk-ho      |
| Damendoppel  | Chung So-young Gil Young-ah   | Lin Yanfen Yao Fen                        | Gillian Clark Gillian Gowers |
| Damendoppel  | Chung So-young Gil Young-ah   | Lin Yanfen Yao Fen                        | Eliza Nathanael Catherine    |
| Mixed        | Thomas Lund Catrine Bengtsson | Jon Holst-Christensen Anne Mette van Dijk | Shon Jin-hwan Chung So-young |
| Mixed        | Thomas Lund Catrine Bengtsson | Jon Holst-Christensen Anne Mette van Dijk | Rudy Gunawan Rosiana Tendean |

## Finalergebnisse
| Disziplin    | Sieger                        | Finalist                               | Ergebnis          |
| ------------ | ----------------------------- | -------------------------------------- | ----------------- |
| Herreneinzel | Joko Suprianto                | Thomas Stuer-Lauridsen                 | 15-3 18-13        |
| Dameneinzel  | Bang Soo-hyun                 | Susi Susanti                           | 12-9, 11-5        |
| Herrendoppel | Zheng Yumin Huang Zhanzhong   | Jon Holst-Christensen Thomas Lund      | 5-15, 15-10, 15-8 |
| Damendoppel  | Chung So-young Gil Young-ah   | Lin Yanfen Yao Fen                     | 15-8, 15-5        |
| Mixed        | Thomas Lund Catrine Bengtsson | Jon Holst-Christensen Anne Mette Bille | 15-9, 12-15, 15-4 |